# Уитуорт, Нил
Нил Э́нтони Уи́туорт (англ. Neil Anthony Whitworth; 12 апреля 1972) — английский футболист, центральный защитник. Выступал за ряд английских клубов, включая английские «Уиган Атлетик», «Манчестер Юнайтед», «Престон Норт Энд», «Барнсли», «Ротерем Юнайтед», «Блэкпул», «Уиган Атлетик», «Халл Сити», «Эксетер Сити», «Саутпорт», а также шотландский «Килмарнок».

## Футбольная карьера
Родился в городе Инс-ин-Макерфилд (на тот момент — графство Ланкашир, ныне — боро Уиган в графстве Большой Манчестер) в семье регбиста. Футбольную карьеру начал в клубе «Уиган Атлетик». 10 февраля 1990 года дебютировал в Третьем дивизионе Футбольной лиги в матче против «Лейтон Ориент». В июне 1990 года перешёл в «Манчестер Юнайтед» за 45 тысяч фунтов. 13 марта 1991 года дебютировал за «Манчестер Юнайтед» в матче Первого дивизиона против «Саутгемптона». Эта игра осталась единственной, которую Уитуорт провёл в основном составе «Юнайтед». В 1992 и 1993 году в поисках игровой практики он отправлялся в аренды в другие английские команды, включая «Престон Норт Энд», «Барнсли», «Ротерем Юнайтед» и «Блэкпул». В сентябре 1994 года окончательно покинул «Манчестер Юнайтед», перейдя в шотландский клуб «Килмарнок» за 350 тысяч фунтов.
В 1997 году перенёс тяжёлый приступ туберкулёза, после восстановления перестал попадать в основной составе «Килмарнока». Во второй половине сезона 1997/98 был арендован клубом «Уиган Атлетик». В мае 1998 года покинул «Килмарнок» в качестве свободного агента ввиду истечения контракта. После этого подписал контракт с клубом «Халл Сити», где выступал с 1998 по 2000 год, проведя 28 матчей.
В 2000 году перешёл в «Эксетер Сити». Провёл в команде три года, сыграв 62 матча.
В августе 2003 года стал игроком «Саутпорта». В сезоне 2003/04 выступал за «Рэдклифф Боро» на правах аренды. В 2004 году завершил профессиональную карьеру. В 2006 году на короткое время возобновил карьеру, сыграв несколько матчей за «Флитвуд Таун».